# Travancinha
Travancinha es una freguesia portuguesa del concelho de Seia, con 12,66 km² de superficie y 618 habitantes (2007). Su densidad de población es de 43,1 hab/km².